# Рейхстаг (нацистская Германия)
Рейхстаг (нем. Reichstag — «государственное собрание»), с 1938 года после аншлюса — Великогерманский рейхстаг (нем. Großdeutscher Reichstag) — законодательный орган Германии в нацистский период. В условиях однопартийной системы являлся инструментом реализации власти НСДАП.

## История
30 января 1933 года Гитлер стал рейхсканцлером, на следующий день по его просьбе рейхспрезидент Гинденбург распустил рейхстаг, назначив на 5 марта новые выборы. За шесть дней до них, 27 февраля 1933 года произошёл поджог Рейхстага, в котором национал-социалисты обвинили членов Коммунистической партии Германии. На следующий день Гинденбург подписал указ, отменявший целый ряд прописанных в Веймарской конституции гражданских свобод, включая свободу слова, печати и информации.
Выборы 5 марта 1933 года в рейхстаг восьмого созыва не дали национал-социалистам (получившим мандаты запрещённой после поджога КПГ) абсолютного большинства, которое они собирали лишь вместе с союзной Немецкой национальной народной партией с 52 местами. Такая зависимость не устраивала Гитлера, и 23 марта рейхстаг принял Закон «О предоставлении чрезвычайных полномочий» (нем. Ermächtigungsgesetz), иначе Закон «О преодолении бедственного положения народа и рейха» (нем. Gesetz zur Behebung der Not von Volk und Reich), согласно которому кабинет Гитлера имел право в течение четырёх лет или до смены правительства осуществлять законодательные функции без участия рейхстага. Это заседание (как и все дальнейшие до 1942 года) проходило не в здании рейхстага, пострадавшем от пожара, а в Кролль-опере, здании напротив.
После принятия закона о чрезвычайных полномочиях правительства фактически прекратилась история парламента, который созывался лишь для того, чтобы заслушивать выступления Гитлера и других руководителей или формально одобрять некоторые их решения (действительные и без того); в частности, рейхстаг принял закон, задним числом одобряющий действия Гитлера во время «Ночи длинных ножей» в 1934 году.
До конца лета все политические партии, кроме НСДАП, были запрещены. Выборы в рейхстаг начиная с ноября 1933 года были безальтернативными и представляли собой голосование по единственному списку НСДАП. В список включались и немногочисленные беспартийные кандидаты, считавшиеся «гостями» нацистской фракции в рейхстаге. Эти выборы были внеочередными, подавались как большие пропагандистские события и производились одновременно с плебисцитами: с выборами 1933 года был проведён плебисцит о выходе из Лиги Наций, с выборами 1936 года — о ремилитаризации Рейнской области, с выборами 1938 года — о присоединении Австрии к Германии. На выборах ноября 1933 и 1936 годов в бюллетене вообще не было пункта «против». За 12 лет существования национал-социалистического режима собирался всего 20 раз исключительно для выслушивания речей фюрера или для единогласного принятия предложенных им законопроектов. На выборах 1938 года кружок в бюллетене, соответствующий голосу «против», был куда меньше, чем обозначающий «за», а незаполненные бюллетени приравнивались к голосам «за». 4 декабря 1938 года были проведены дополнительные выборы в присоединённой к нацистской Германии Судетской области. Председателем рейхстага всех этих созывов оставался Герман Геринг.
В 1937 году закон о чрезвычайных полномочиях правительства был продлён на четыре года, в 1939 году с началом войны — досрочно ещё на четыре, а после истечения этого периода в 1943 году указом Гитлера объявлен бессрочным. Во избежание проведения парламентских выборов в период войны Гитлер в два раза продлил срок полномочий избранного в 1938 году рейхстага IX созыва, который формально истёк 30 января 1947 года. Впрочем, к этому времени рейхстаг вообще перестал собираться. 22 ноября 1943 года здание Кролль-оперы, где собирался рейхстаг, было уничтожено во время авиационного налёта союзников.
Последнее заседание рейхстага состоялось 26 апреля 1942 года. На нём Гитлер был единогласно провозглашен «Верховным судьёй немецкого народа», что фактически сделало его главой всей судебной и административной власти Германии. Вся власть в стране была сосредоточена в руках фюрера теперь уже и на законодательном уровне.

## После поражения Германии
После капитуляции Третьего рейха 8 мая 1945 года XI рейхстаг (избранный в 1938 году) был распущен, выборы в XII рейхстаг или III Немецкое национальное собрание так и не были назначены, а управление Германией стали осуществлять командующие оккупационными войсками. Часть депутатов ландтагов, преимущественно из восточных земель, в 1947 году попытались взять на себя функцию представительного органа, объявив себя «Немецким народным конгрессом», но в западных землях эта инициатива не получила широкой популярности. 1 сентября 1948 года для выработки конституции в западной части Германии был созван Контрольный совет, избираемый ландтагами, 14 августа 1949 года были проведены выборы в парламент западной части Германии — бундестаг, а в октябре 1949 года был избран парламент восточной части Германии — Народная палата. Осенью 1990 года и в восточных, и в западных землях Германии были проведены выборы в общегерманский бундестаг.

## Избрание
Изначально в рейхстаге было 855 мест, но впоследствии он был расширен до 876 мест за счёт присоединения новых территорий.

### Избирательная система
Члены рейхстага утверждались на безальтернативных выборах из числа лиц, предложенных НСДАП по пропорциональной системе по многомандатным округам при автоматическом методе (1 мандат за каждые 60 тыс. голосов в избирательном округе). Порог явки и заградительный барьер при этом отсутствовали.

### Избирательное право
Активное избирательное право было с 20 лет, а пассивное — с 25 лет. После принятия Закона о гражданине Рейха, избирательных прав были лишены евреи, т.н. мишлинги — немцы, имеющие еврейское происхождение, и другие национальные меньшинства.

### Избирательные комиссии
Регистрацию кандидатов и подсчёт голосов осуществляли:
- на общенациональном уровне — имперская избирательная комиссия (Reichswahlausschuss) во главе с имперским руководителем выборов (Reichswahlleiter), которым по должности являлся имперский министр внутренних дел;
- на уровне союзов избирательных округов — избирательная комиссия союза (Verbandswahlausschuß), во главе с руководителем союза (Verbandswahlleiter);
- на уровне избирательного округа — окружная избирательная комиссия (Kreiswahlausschuss) во главе с окружным руководителем выборов (Kreiswahlleiter);
- на уровне избирательного участка — избирательное правление (Wahlvorstand) во главе с избирательным старостой (Wahlvorsteher), которым по должности являлся староста общины.

## Факты
Немцы в шутку называли рейхстаг «самым дорогим хоровым клубом Германии» (нем. teuerste Gesangsverein Deutschlands) из-за слишком частого исполнения государственного гимна во время сессий.